# Xylocamptomima usta
Xylocamptomima usta är en tvåvingeart som först beskrevs av Christian Rudolph Wilhelm Wiedemann 1830.  Xylocamptomima usta ingår i släktet Xylocamptomima och familjen parasitflugor. Inga underarter finns listade i Catalogue of Life.